# عثمان اوزکویلو
عثمان اوزکویلو (انگلیسی: Osman Özköylü؛ زادهٔ ۲۶ اوت ۱۹۷۱) بازیکن فوتبال اهل ترکیه است.
از باشگاه‌هایی که در آن بازی کرده‌است می‌توان به باشگاه ورزشی کوکائلی اسپور، باشگاه فوتبال ترابزون‌اسپور، باشگاه فوتبال سامسون‌اسپور، و باشگاه فوتبال قیصریه‌اسپور اشاره کرد.
وی همچنین در تیم ملی فوتبال ترکیه بازی کرده‌است.